# Lavky
Lavky (ukrajinsky Лавки,  rusínsky Лавкы, slovensky Lávky, maďarsky Lóka) je sídlo v mukačovské městské komunitě, v mukačevském okrese Zakarpatské oblasti Ukrajiny.

## Historie
První písemná zmínka o sídle pochází z roku 1360, kdy bylo uvedeno v podobě Lauka. V roce 1904 byla obec přejmenována na Lóka. V roce 1910 zde žilo 605 Rusínů. Do Trianonské smlouvy patřilo sídlo pod názvem Lóka k Uherskému království, poté k Československu. Od roku 1945 patřily Lavky  Sovětskému svazu, nakonec od roku 1991 Ukrajině.